# Boston Celtics 1963-1964
La stagione 1963-64 dei Boston Celtics fu la 18ª nella NBA per la franchigia.
I Boston Celtics vinsero la Eastern Division con un record di 59–21. Nei play-off vinsero la finale di division contro i Cincinnati Royals (4–1), conquistando poi il titolo battuto nella finale NBA i San Francisco Warriors (4–1).

## Roster
| N° | Naz.                   | Ruolo | Sportivo         | Anno | Alt. | Peso |
| -- | ---------------------- | ----- | ---------------- | ---- | ---- | ---- |
| 6  | Stati Uniti (bandiera) | C     | Bill Russell     | 1934 | 206  | 98   |
| 12 | Stati Uniti (bandiera) | AC    | Willie Naulls    | 1934 | 198  | 102  |
| 15 | Stati Uniti (bandiera) | AG    | Tom Heinsohn     | 1934 | 201  | 99   |
| 16 | Stati Uniti (bandiera) | A     | Satch Sanders    | 1938 | 198  | 95   |
| 17 | Stati Uniti (bandiera) | GA    | John Havlicek    | 1940 | 196  | 92   |
| 18 | Stati Uniti (bandiera) | A     | Jim Loscutoff    | 1930 | 196  | 100  |
| 20 | Stati Uniti (bandiera) | G     | Larry Siegfried  | 1939 | 191  | 86   |
| 21 | Stati Uniti (bandiera) | P     | Johnny McCarthy  | 1934 | 185  | 84   |
| 23 | Stati Uniti (bandiera) | GA    | Frank Ramsey     | 1931 | 191  | 86   |
| 24 | Stati Uniti (bandiera) | GA    | Sam Jones        | 1933 | 193  | 90   |
| 25 | Stati Uniti (bandiera) | P     | K.C. Jones       | 1932 | 185  | 91   |
| 34 | Stati Uniti (bandiera) | AC    | Clyde Lovellette | 1929 | 206  | 106  |

## Staff tecnico
- Allenatore: Red Auerbach
- Preparatore atletico: Buddy LeRoux